# Bressolles (Ain)
Bressolles ist eine französische Gemeinde im Département Ain in der Region Auvergne-Rhône-Alpes. Sie gehört zum Kanton Meximieux im Arrondissement Belley. Die Bewohner nennen sich Bressollands oder Bressollandes.

## Lage
Die Gemeinde Bressolles liegt am Flüsschen Cotey der die westliche Gemeindegrenze markiert, 23 Kilometer nordöstlich von Lyon. Sie grenzt im Norden an Faramans, im Nordosten an Bourg-Saint-Christophe, im Osten an Béligneux, im Süden an Balan, im Südwesten an Dagneux und im Nordwesten an Pizay.

## Bevölkerungsentwicklung
| Jahr                       | 1962 | 1968 | 1975 | 1982 | 1990 | 1999 | 2006 | 2013 | 2020 |
| Einwohner                  | 226  | 252  | 270  | 446  | 480  | 590  | 689  | 812  | 951  |
| Quellen: Cassini und INSEE |      |      |      |      |      |      |      |      |      |

## Sehenswürdigkeiten
- Kirche Saint-Marcellin
- Militärfriedhof
- Gefallenendenkmal
- Öffentliche, durch Solarstrom betriebene Heizungen, auf Französisch „Four“ genannt
- Ehemalige Farm

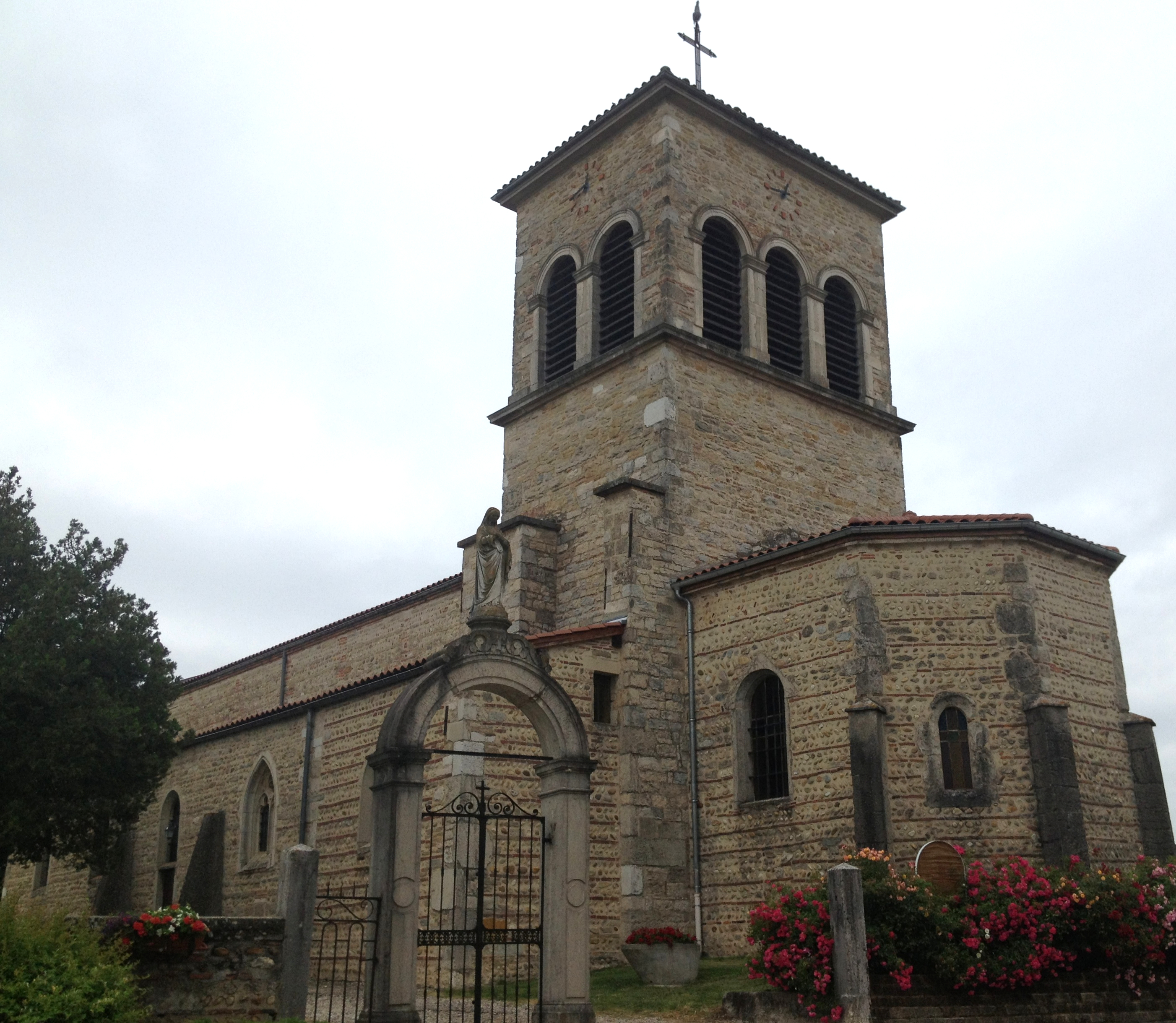
Kirche Saint-Marcellin
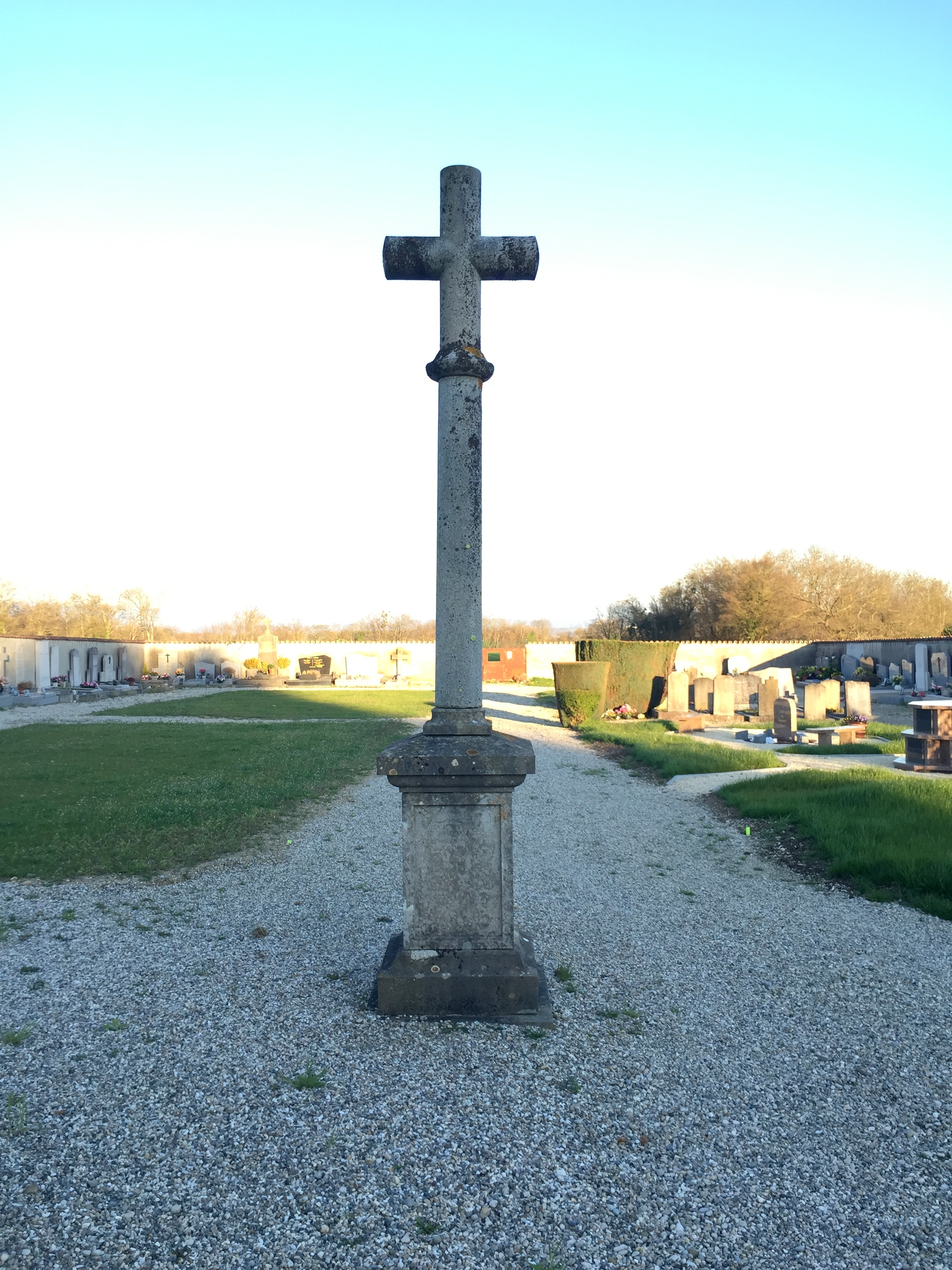
Militärfriedhof mit einem Flurkreuz
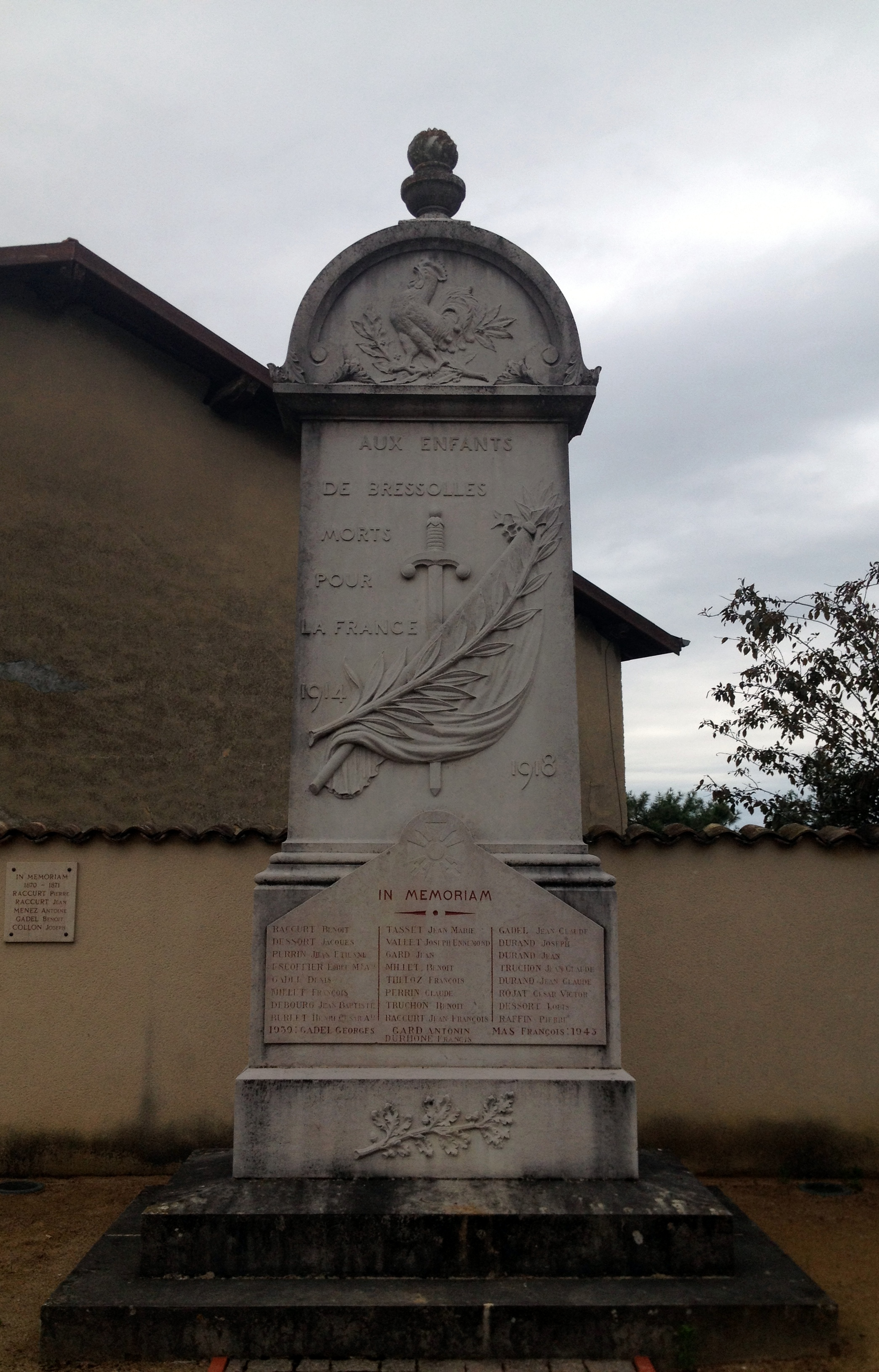
Gefallenendenkmal
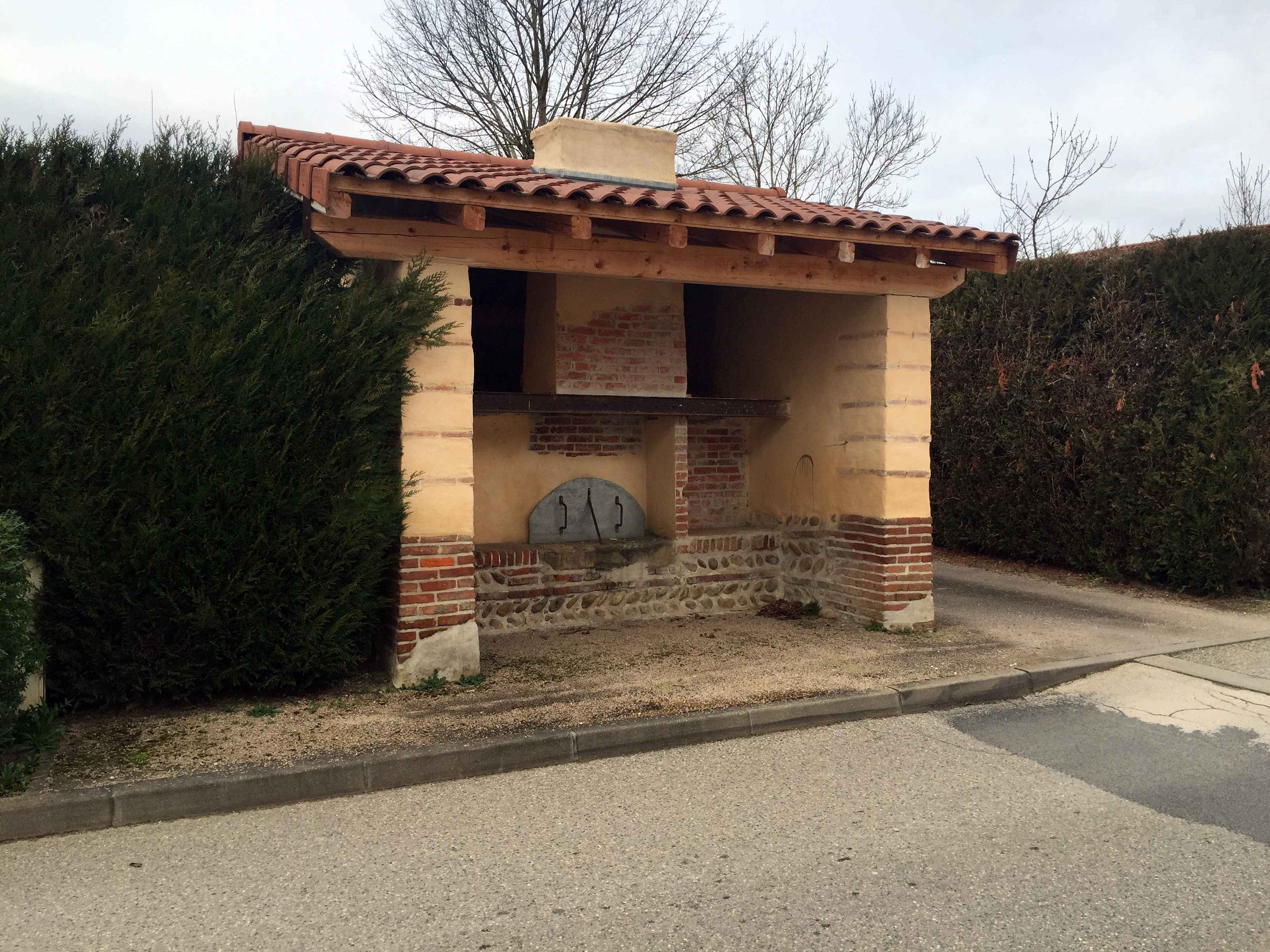
Ehemaliger öffentlicher Backofen in der Grande Rue
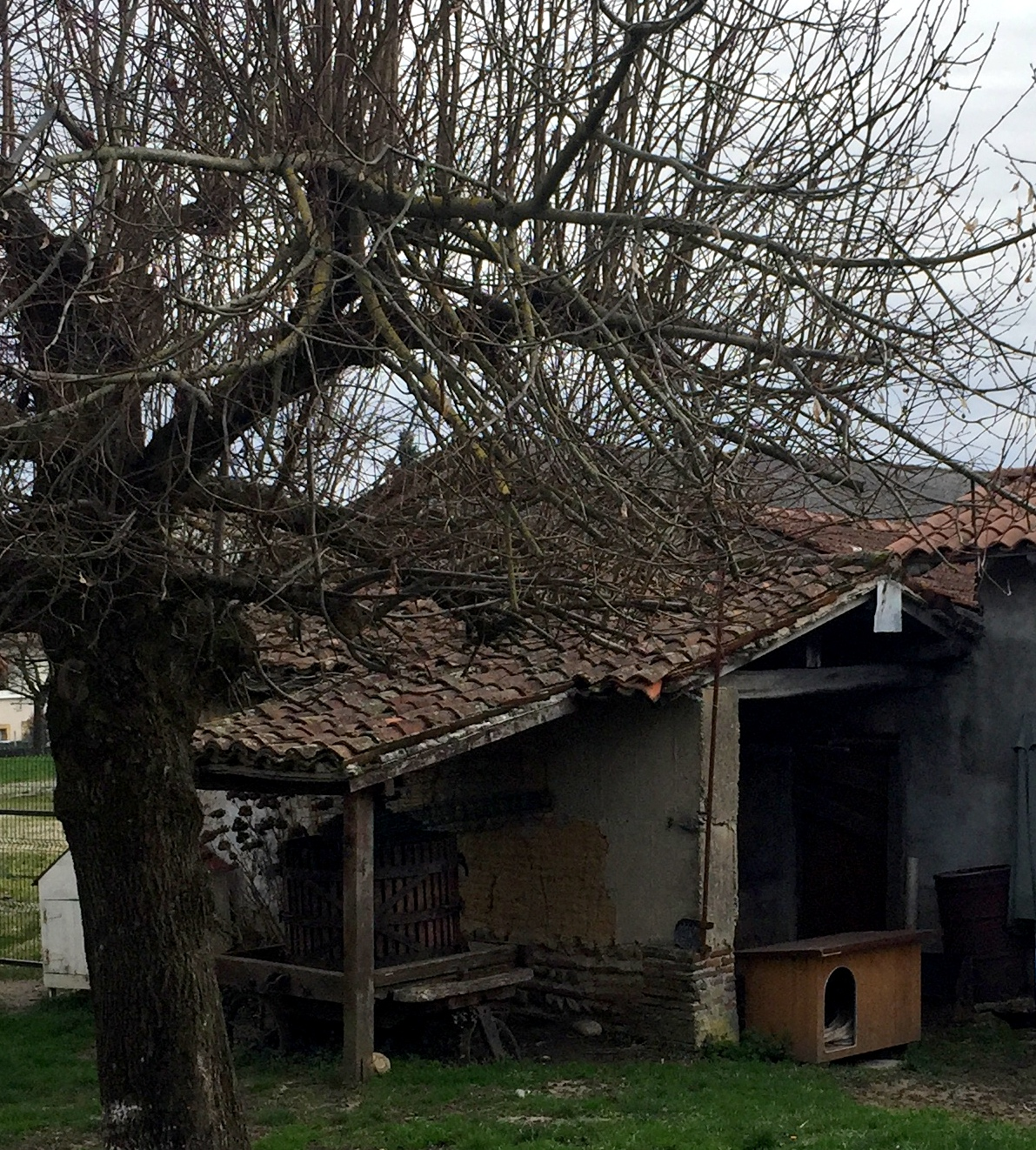
Heizstelle „Four de France“
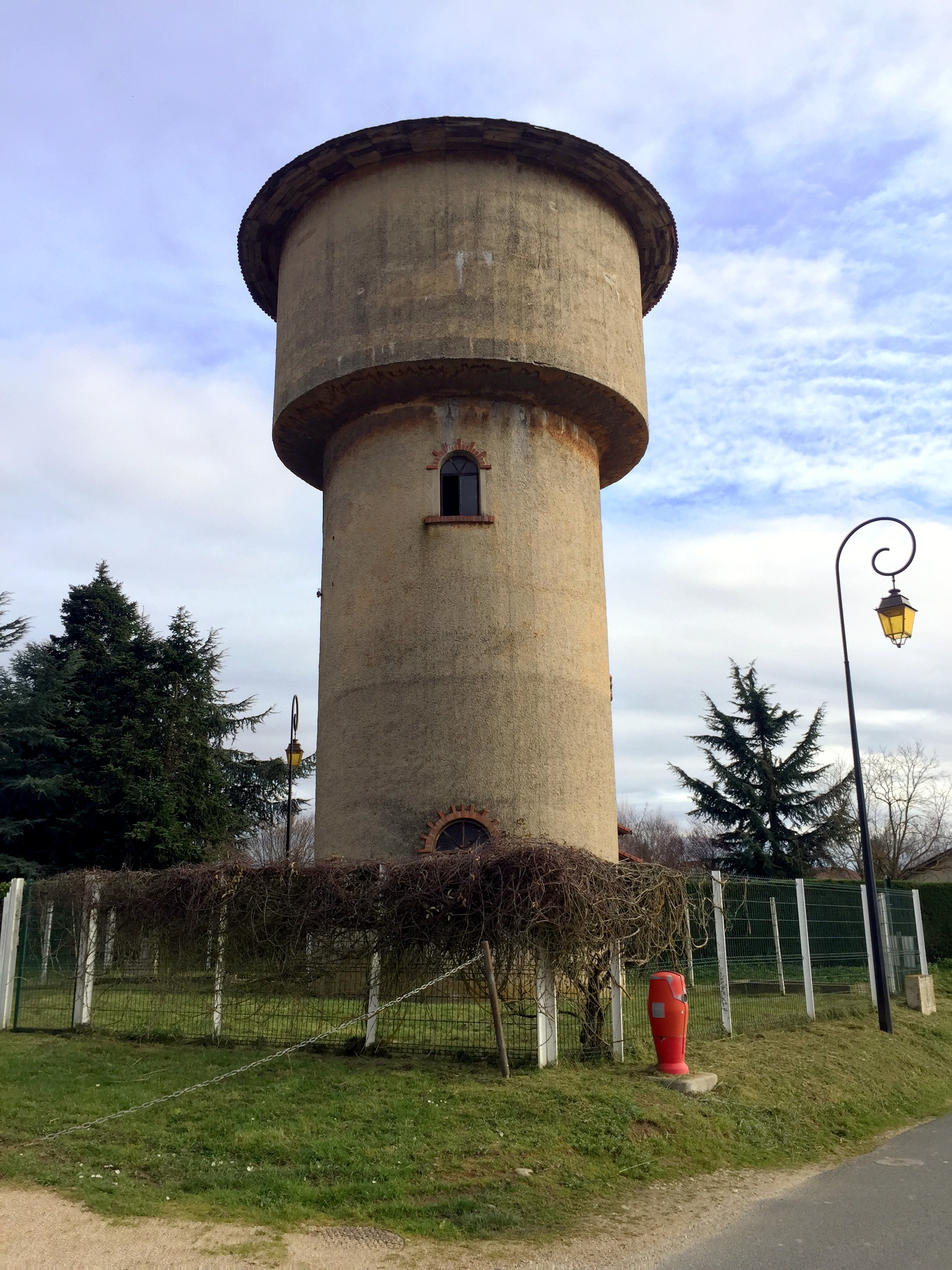
Wasserturm
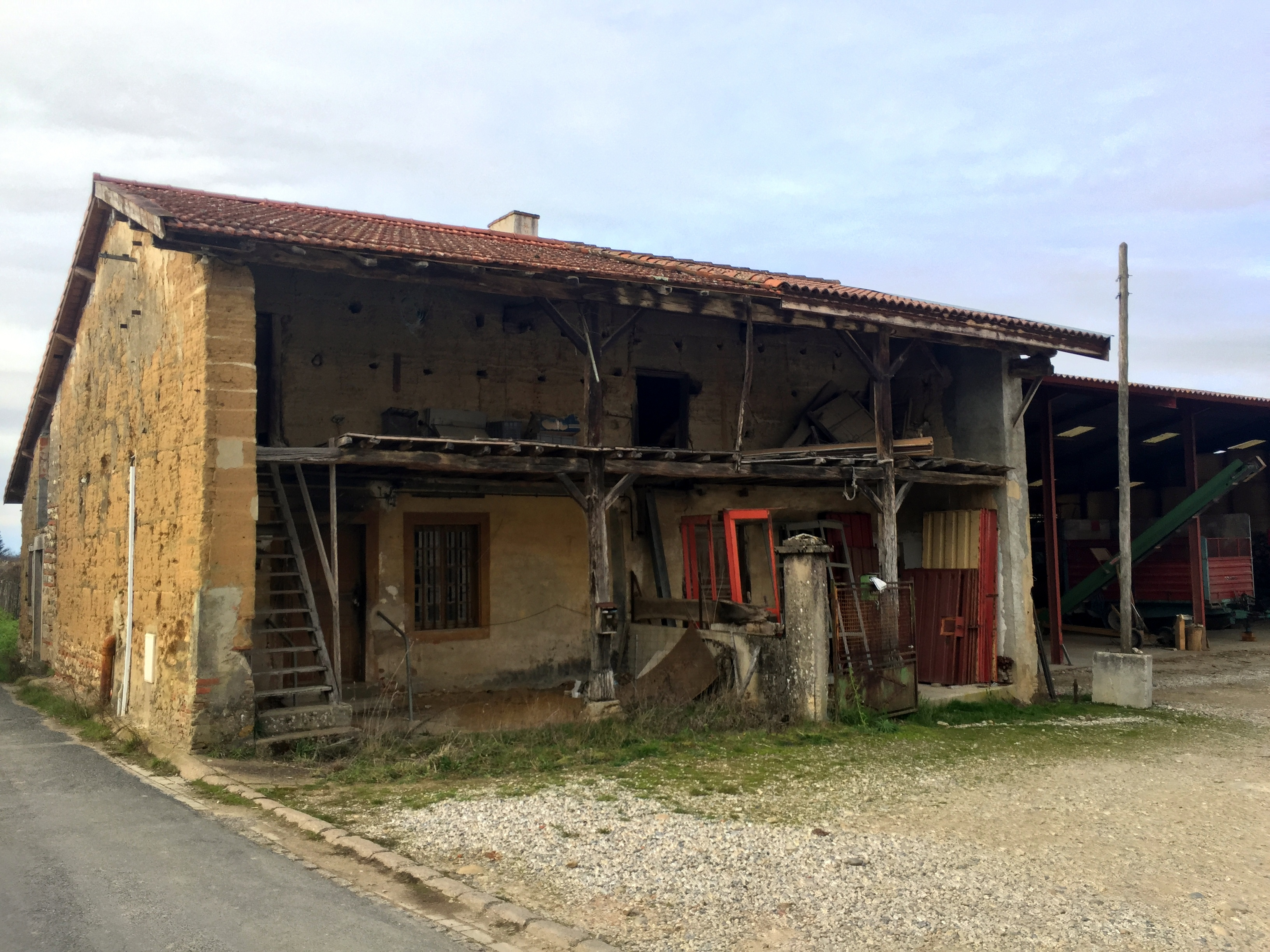
Ehemalige Farm